# Virgule fixe
En informatique, une représentation d'un nombre en virgule fixe est un type de donnée correspondant à un nombre qui possède (en base deux ou en base dix) un nombre fixe de chiffres après la virgule. Les nombres en virgule fixe sont utiles pour représenter des quantités fractionnaires dans un format utilisant le complément à deux quand le processeur de l'ordinateur n'a aucune unité de calcul en virgule flottante ou quand une virgule fixe permet d'augmenter la vitesse d'exécution ou d'améliorer l'exactitude des calculs. La plupart des processeurs à faible coût (ex. : microcontrôleurs) ne disposent pas d'unité de calcul en virgule flottante. La notation à virgule fixe était d'un emploi courant sur les calculatrices de bureau jusqu'au début des années 1980. Les prix sont d'ailleurs calculés en virgule fixe, avec une mantisse réduite à deux chiffres.
Les bits à gauche de la virgule représentent la partie entière du nombre (au sens premier du terme), c'est-à-dire l'entier se trouvant à gauche de la virgule. Chaque bit à droite de la virgule, ou « décimale binaire », correspond à l'inverse d'une puissance de 2. Ainsi la première décimale binaire est ½, la seconde est ¼, la troisième est 1/8 et ainsi de suite. Pour un nombre en virgule fixe dans un format de complément à deux, la borne maximale est {\displaystyle 2^{e-1}-{\frac {1}{2^{f}}}} et la borne minimale est {\displaystyle -2^{e-1}}
où e correspond au nombre de bits de la partie entière signée et f au nombre de bits de la partie fractionnaire.